# Anhalt-Zerbst
El comtat o principat d'Anhalt-Zerbst foun un estat del Sacre Imperi Romanogermànic amb centre a Zerbst. Va existir en tres èpoques diferents.
Es va crear per primer cop el 1252 en la primera partició d'Anhalt entre els tres fills del comte Enric I. El 1396 es va dividir en Anhalt-Zerbst i Anhalt-Dessau.
El 1544 Anhalt-Dessau es va dividir en tres parts, una de les quals fou el segon principat d'Anhalt-Zerbst; la línia principal d'Anhalt-Dessau es va extingir el 1561 i Zerbst va rebre els seus territoris i els de Plötzkau (extingida el 1553). La línia de Zerbst va subsistir però des de 1562, amb tot l'Anhalt reunificat, van agafar el nom vacant d'Anhalt-Dessau, que era el de la capital, o bé el nom simple d'Anhalt.
El 1603 l'Anhalt es va dividir en cinc línies entre els fills de Joaquim Ernest, una de les quals fou la d'Anhalt-Zerbst, que va ser assignada al cinquè fill Rodolf. El 1667 la senyoria frisona de Jever va passar al príncep d'Anhalt-Zerbst i va quedar en unió personal; la línia es va dividir el mateix any en Anhalt-Zerbst, Anhalt-Mühlingen i Anhalt-Durnburg; la de Mühlingen es va extingir el 1714 i va passar a les altres dues, i la de Zerbst es va extingir el 1742 passant a la que restava, la de Durnburg, que va reunificar el territori de la branca i va readoptar el nom d'Anhalt-Zerbst fins a la seva extinció el 1793 quan es va repartir entre Bernburg (districtes de Rosslau, Coswig i Mühlingen), Dessau (ciutat de Zerbst i districtes de Zerbst i Walternienburg) i Köthen (districte de Durnburg). Jever va passar a Rússia (la senyoria fou heretada per l'emperadriu Caterina II, germana del darrer príncep Frederic August, ja que a Jever es permetia la successió a les dones).

## Primer principat
- Sigfrid 1252-1310
- Albert I 1310-1316
- Albert II 1316-1362
- Valdemar II 1310-1367
- Joan II 1362-1382
- Valdemar II 1367-1370
- Segimon I 1382-1396 (+1405)
- Albert III 1382-1396 (+1423)
- Valdemar III 1382-1392

## Segon principat
- Joan V 1544-1551
- Carles I (a Zerbst) 1551-1561
- Joaquim II Ernest (a Koslau) 1551-1586
- Bernat VII (a Dessau) 1551-1570
- Adopta el nom d'Anhalt o Anhalt-Dessau des de 1562.

## Tercer principat
- Rudolf 1603-1621
- Joan VI 1621-1667
- Carles Guillem 1667-1718
- Joan August 1718-1742
- La línia d'Anhalt-Durnburg adopta el nom d'Anhalt-Zerbst
- Joan Lluís II de Dornburg 1742-1746 (administrador de Jever 1720-1742)
- Cristià August de Dornburg 1742-1747
- Frederic August 1747-1793